# Heerlen
Heerlen ( udtale ?; Limburgsk: Heële) er en kommune og en by, beliggende i den sydlige provins Limburg i Nederlandene. Kommunens areal er på 45,53 km², og indbyggertallet er på 87.437 pr. 1. april 2016.

## Kernerne
Heerlen Kommunen består af følgende bydele og landsbyer.
| Heerlen-Stad: - Heerlen-Centrum - Eikenderveld - Gelein - Lindeveld - Op de Nobel - Schandelen-Grasbroek - Grasbroek - Hoppersgraaf - Musschemig - Schandelen - Meezenbroek-Schaesbergerveld - Meezenbroek - Schaesbergerveld - Palemig Heerlen-Noord: - Heerlerheide - Beersdal - Ganzeweide - Heksenberg - Litscherveld - Maria Christinawijk | Heerlen-Noord (fortsætter): - vervolg Heerlerheide - Vrieheide-De Stack - Nieuw-Einde - De Stack - Versiliënbosch - Vrieheide - Weggebekker - Passart - Pronsebroek - Rennemig - Schelsberg - De Wieër - Hoensbroek - De Dem - Maria-Gewanden-Terschuren - Mariarade - Nieuw-Lotbroek - Overbroek - Schuureik - Zeswegen - Nieuw Husken | Heerlen-Zuid: - Heerlerbaan - Bautsch - Douve Weien - Giezenveld - De Rukker - De Hees - Aarveld - Bekkerveld - Caumerveld - De Erk - Heesberg - Heeserveld - Vrusschemig - Molenberg - Schiffelerveld - Welten-Benzerade - De Kommert - Benzerade | Landsbyer og bebyggelser - Benzenrade - Bovenste Caumer - Ten Esschen - De Euren - Heihoven - Hondsrug - Imstenrade - Koningsbeemd - Musschenbroek - Onderste Caumer - Schurenberg - Terschuren - Terworm - Vrank |

## Galleri
- Hoensbroek Slot
- Terworm Slot
- Pancratiuskirke